# Mount Plymouth (Südliche Shetlandinseln)
Mount Plymouth (spanisch Monte Plymouth) ist ein 520 m hoher Berg auf Greenwich Island im Archipel der Südlichen Shetlandinseln. Er ragt 2,5 km nordwestlich der Discovery Bay in den Dryanovo Heights im nördlichen Teil der Insel auf.
Wissenschaftler der britischen Discovery Investigations kartierten ihn 1935 und benannten ihn nach der englischen Hafenstadt Plymouth.